# تاکاشی کانو
تاکاشی کانو (به انگلیسی: Takashi Kano) بازیکن فوتبال اهل ژاپن و عضو تیم ملی فوتبال ژاپن است که در تاریخ ۰۷ مارس ۱۹۵۱ میلادی اولین بازی ملی‌اش را انجام داد. او در ۷ بازی ملی حضور داشت و آخرین بازی ملی خود را در تاریخ ۳ مه ۱۹۵۴ میلادی انجام داد. تاکاشی کانو در بازی‌های ملی‌اش
۲ گل به ثمر رساند.